# Fermentação alcoólica

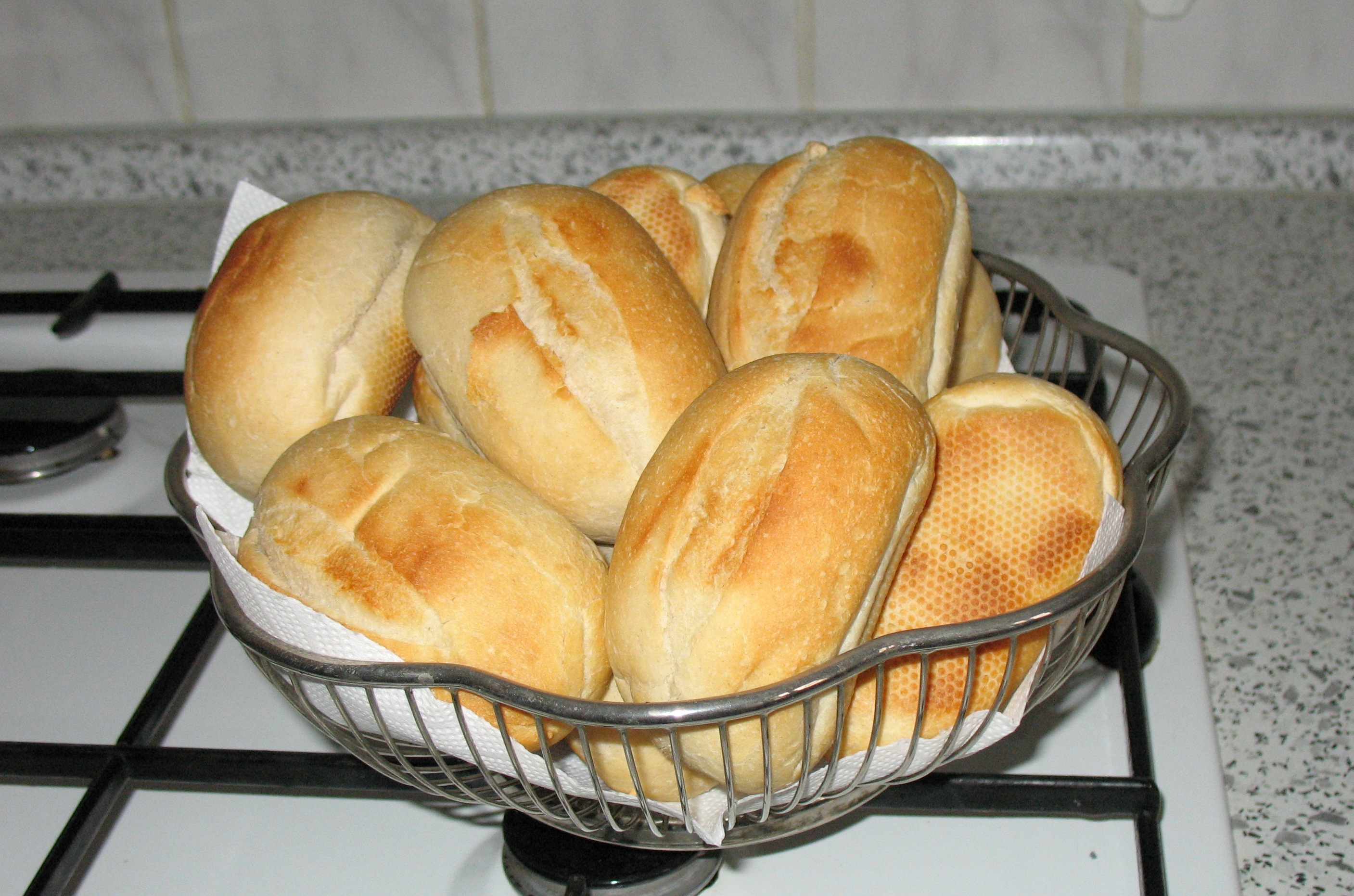
A formação de dióxido de carbono é a causa do aumento de volume do pão

A fermentação alcoólica é um processo biológico no qual açúcares como a glicose, frutose e sacarose são convertidos em energia celular com produção de etanol e dióxido de carbono como resíduos metabólicos. Como este processo pode ser realizado sem a presença de oxigênio é considerado um processo anaeróbico.
Praticamente todos os organismos vivos podem utilizar a glicose para produção da energia necessária para seus processos metabólicos. Neste processo, chamado glicólise, e alguns outros açúcares são transformados em outras substâncias, com liberação de energia.
O que determina quais substâncias serão produzidas depende do tipo de micro-organismos e o meio onde vivem. As leveduras de cervejaria e padaria e em todos os outros organismos que promovem a fermentação alcoólica, incluindo algumas plantas, fermentam a glicose em etanol e CO2, de forma que neste processo, toda massa de glicose está contida nos produtos e não é utilizada outra substância como "matéria prima" (como oxigênio, nitrato, íons férricos, etc).
O processo de glicólise, comum às fermentações, produz ácido pirúvico, que no meio celular encontra-se ionizado na forma de piruvato e um intermediário reduzido, o NADH.
Como a quantidade de NADH é limitada e ele é necessário na sua forma oxidada (NAD+) na glicólise e consequentemente na continuação do processo de produção de energia, o NADH tem que ser oxidado. A forma como ele será oxidado caracteriza o tipo de fermentação, e quase sempre utiliza o outro subproduto da glicólise: o piruvato ou seus derivados.
Na fermentação alcoólica, o piruvato sofre descarboxilação (perda de um átomo de carbono, na forma de CO2), pela ação de uma enzima (piruvato descarboxilase, enzima esta que necessita de Mg2+para catalisar, possuindo também uma coenzima, a tiamina pirofosfato, auxiliadora na catálise), formando aldeído acético. Este aldeído sofre redução, oxidando o NADH para NAD+ e formando o etanol, processos intermediados pela enzima álcool desidrogenase.

## Importância

Na fermentação alcoolica, (1) uma molécula de glicose é quebrada em duas de piruvato. A energia proveniente dessa reação exotérmica é usada na ligação de fosfato inorgânico ao ADP e converter NAD+ to NADH. (2) Os dois piruvatos são então quebrados em dois acetaldeídos com produção de duas moléculas de CO2. (3) Os dois acetaldeídos são então convertidos em duas moléculas de etanol pelo uso de íons H- provenientes do NADH, convertendo NADH de volta a NAD+.

O CO2 produzido na descarboxilação do piruvato pelas leveduras é o responsável pela carbonatação caraterística do champagne (vinho) e da cerveja, assim como pelo crescimento da massa do pão e do bolo.
A álcool desidrogenase está presente em muitos organismos que metabolizam o álcool, incluindo o homem. No fígado humano ela catalisa a oxidação do etanol, quer ele seja ingerido quer ele seja produzido por micro-organismos intestinais, com a concomitante redução do NAD+ para NADH.
O álcool produzido pelas picadas é também um meio de defesa contra outros micro-organismos. Mesmo a própria levedura não consegue sobreviver em um meio com mais de 25% álcool (a maioria das cepas naturais interrompe o crescimento a 12% etanol em solução). Esta propriedade de eliminar micro-organismos indesejáveis foi muito usada na antiguidade: na Europa, muitas fontes de água eram contaminadas, e o vinho e cerveja não possuíam os micro-organismos patogênicos.
Ocorre produção de etanol, e durante o processo há liberação de CO2. Essa liberação é responsável pelo crescimento de massas de bolo e de pão que possuem fermento (organismos fermentadores). A fermentação também é responsável pela fabricação de bebidas alcoólicas.

## Antecedentes históricos
A fermentação alcoólica, como por exemplo, na produção da cerveja ou na produção do vinho, é usada há milhares de anos, mesmo sem o conhecimento do processo biológico. Em 1815 o químico francês Joseph Louis Gay-Lussac foi o primeiro a propor a reação química bruta da degradação da glicose em etanol. Depois disso surgiram vários estudos sobre a fermentação. Durante os anos de 1830 Jöns Jakob Berzwlius e Justus Von Liebig desenvolveram uma teoria que atribuia a certas substâncias um efeito catalisador, sendo que Charles Cagniard-Latour, Theodor Schwann e Friedrich Traugot Kützing, independente um do outro, demonstraram que seres vivos, chamados leveduras, eram os responsáveis por isso. Além disso, em 1857, Louis Pasteur postulou a “teoria vitalícia da fermentação”, segundo a qual a fermentação alcoólica só é possível com células vivas. 
O postulado de Pasteur foi confirmado em 11 de janeiro de 1897 por Eduard Buchner, com uma publicação da demonstração da fermentação alcoólica por meio de extrato de levedura livre de células. Ele utilizou uma substância chamada zimase, que hoje sabemos tratar-se de uma mistura de diferentes enzimas, responsável pela conversão do açúcar em etanol e recebeu o prêmio Nobel de química em 1907 “pela sua pesquisa bioquímica e sua descoberta da fermentação sem a presença de células vivas”.  Outras pesquisas feitas por Arthur Harden e William John Young levaram à descoberta de um composto fosforilado intermediário: o éster de Harden-Young, hoje conhecido como frutose-1,6-bisfosfato. Juntos, Harden e Hans Von Euler-Chelpin também receberam o prêmio Nobel de química em 1929 por sua “pesquisa sobre fermentação do açúcar e a participação da enzima neste processo”. 
Depois, passo a passo, elucidada partes das reações e elaborado os esquemas do processo de fermentação, Otto Warburg identificou o cofator nicotinamida adenina dinueleotídeo (NADH) como elemento essencial no processo todo. Em 1937 Erwin Negelein e Hans Joachim Wulff conseguiram a cristalização da enzima da fermentação, álcool desidrogenase.
Hoje enzimas de diferentes espécies participantes na fermentação foram isoladas e bioquimicamente caracterizadas (pH ótimo, temperatura ótima, velocidade de reação, taxa de conversão). A análise da sua estrutura cristalina proporcionou uma primeira perspectiva da sua estrutura espacial molecular. Obteve-se um conhecimento sobre o seu mecanismo de reação. 
Em resumo, pode-se, portanto, estabelecer-se comparações entre os tipos de enzimas. Decifrar os genes contidos na estrutura destas enzimas nos dará uma elucidação sobre sua origem evolutiva e sua possível função original.